# Eduard Theodor von Falz-Fein
Eduard Theodor von Falz-Fein (* 4. Juni 1912 in Askanija-Nowa, Russisches Kaiserreich; † 17. Juni 1974 in Berlin) war ein liechtensteinischer Bobfahrer deutsch-russischer Abstammung.

## Werdegang
Eduard Theodor von Falz-Fein startete 1936 im Bobfahren für Liechtenstein bei den IV. Olympischen Winterspielen 1936 in Garmisch-Partenkirchen. Er erreichte im Zweierbob mit seinem Bremser Eugen Büchel den 18. Platz.
Eine Zeitlang galt Falz-Fein als der «älteste noch lebende Olympiateilnehmer», es stellte sich dann aber heraus, dass es sich um eine Verwechslung mit seinem Cousin Eduard Alexandrowitsch von Falz-Fein (1912–2018) handelte, der im selben Jahr geboren war.
Eduard Theodor von Falz-Fein starb am 17. Juni 1974 in Berlin.